# Brasil Open 2006 - Qualificazioni singolare
Le qualificazioni del singolare  del Brasil Open 2006 sono state un torneo di tennis preliminare per accedere alla fase finale della manifestazione. I vincitori dell'ultimo turno sono entrati di diritto nel tabellone principale. In caso di ritiro di uno o più giocatori aventi diritto a questi sono subentrati i lucky loser, ossia i giocatori che hanno perso nell'ultimo turno ma che avevano una classifica più alta rispetto agli altri partecipanti che avevano comunque perso nel turno finale.
Le qualificazioni del torneo Brasil Open 2006 prevedevano 32 partecipanti di cui 4 sono entrati nel tabellone principale.

## Teste di serie
1. Albert Portas (ultimo turno)
2. Alessio Di Mauro (primo turno)
3. Nicolás Almagro (Qualificato)
4. Iván Navarro (ultimo turno)

1. Olivier Patience (Qualificato)
2. Daniel Köllerer (ultimo turno)
3. Sergio Roitman (ultimo turno)
4. Juan Martín del Potro (Qualificato)

## Qualificati
1. Juan Martín del Potro
2. Daniel Gimeno Traver

1. Nicolás Almagro
2. Olivier Patience

## Tabellone

### Legenda
| - Q = Qualificato - WC = Wild card - LL = Lucky loser | - ALT = Alternate - SE = Special Exempt - PR = Protected Ranking | - w/o = Walkover - r = Ritirato - d = Squalificato |

### Sezione 1
|  | Primo turno           | Primo turno              | Primo turno              | Primo turno | Primo turno |  |  | Secondo turno | Secondo turno         | Secondo turno         | Secondo turno         | Secondo turno         |   |   | Ultimo turno | Ultimo turno  | Ultimo turno  | Ultimo turno | Ultimo turno |  |
|  |                       |                          |                          |             |             |  |  |               |                       |                       |                       |                       |   |   |              |               |               |              |              |  |
|  | 1                     | Albert Portas            | Albert Portas            | 6           | 2           |  |  |               |                       |                       |                       |                       |   |   |              |               |               |              |              |  |
|  |                       | Martín Vassallo Argüello | Martín Vassallo Argüello | 4           | 1r          |  |  | 1             | Albert Portas         | Albert Portas         | 6                     | 6                     |   |   |              |               |               |              |              |  |
|  | Nicolas Devilder      | Nicolas Devilder         | Nicolas Devilder         | 6           | 6           |  |  |               | Nicolas Devilder      | Nicolas Devilder      | 4                     | 4                     |   |   |              |               |               |              |              |  |
|  | Lucas Victolo-Pereira | Lucas Victolo-Pereira    | Lucas Victolo-Pereira    | 2           | 2           |  |  |               |                       |                       |                       |                       |   |   | 1            | Albert Portas | Albert Portas | 4            | 1            |  |
|  | Francesco Aldi        | Francesco Aldi           | 3                        | 6           | 6           |  |  |               |                       | 8                     | Juan Martín del Potro | Juan Martín del Potro | 6 | 6 |              |               |               |              |              |  |
|  | Pablo Galdon          | Pablo Galdon             | 6                        | 1           | 2           |  |  |               | Francesco Aldi        | Francesco Aldi        | 65                    | 4                     |   |   |              |               |               |              |              |  |
|  | 8                     | Juan Martín del Potro    | Juan Martín del Potro    | 6           | 6           |  |  | 8             | Juan Martín del Potro | Juan Martín del Potro | 7                     | 6                     |   |   |              |               |               |              |              |  |
|  |                       | Alexandre Simoni         | Alexandre Simoni         | 2           | 2           |  |  |               |                       |                       |                       |                       |   |   |              |               |               |              |              |  |

### Sezione 2
|  | Primo turno          | Primo turno          | Primo turno          | Primo turno | Primo turno |  |  | Secondo turno        | Secondo turno        | Secondo turno        | Secondo turno  | Secondo turno  |   |   | Ultimo turno | Ultimo turno         | Ultimo turno         | Ultimo turno | Ultimo turno |  |
|  |                      |                      |                      |             |             |  |  |                      |                      |                      |                |                |   |   |              |                      |                      |              |              |  |
|  |                      | Éric Prodon          | Éric Prodon          | 7           | 6           |  |  |                      |                      |                      |                |                |   |   |              |                      |                      |              |              |  |
|  | 2                    | Alessio Di Mauro     | Alessio Di Mauro     | 68          | 4           |  |  | Éric Prodon          | Éric Prodon          | Éric Prodon          | 4              | 1r             |   |   |              |                      |                      |              |              |  |
|  | Daniel Gimeno Traver | Daniel Gimeno Traver | Daniel Gimeno Traver | 7           | 6           |  |  | Daniel Gimeno Traver | Daniel Gimeno Traver | Daniel Gimeno Traver | 6              | 5              |   |   |              |                      |                      |              |              |  |
|  | Marcin Matkowski     | Marcin Matkowski     | Marcin Matkowski     | 5           | 2           |  |  |                      |                      |                      |                |                |   |   |              | Daniel Gimeno Traver | Daniel Gimeno Traver | 6            | 6            |  |
|  | Fabio Colangelo      | Fabio Colangelo      | Fabio Colangelo      | 7           | 7           |  |  |                      |                      | 7                    | Sergio Roitman | Sergio Roitman | 1 | 3 |              |                      |                      |              |              |  |
|  | Caio Zampieri        | Caio Zampieri        | Caio Zampieri        | 64          | 65          |  |  |                      | Fabio Colangelo      | Fabio Colangelo      | 3              | 2              |   |   |              |                      |                      |              |              |  |
|  | 7                    | Sergio Roitman       | Sergio Roitman       | 6           | 6           |  |  | 7                    | Sergio Roitman       | Sergio Roitman       | 6              | 6              |   |   |              |                      |                      |              |              |  |
|  |                      | Pedro Campos         | Pedro Campos         | 1           | 1           |  |  |                      |                      |                      |                |                |   |   |              |                      |                      |              |              |  |

### Sezione 3
|  | Primo turno     | Primo turno         | Primo turno     | Primo turno | Primo turno |  |  | Secondo turno | Secondo turno   | Secondo turno   | Secondo turno   | Secondo turno   |   |   | Ultimo turno | Ultimo turno    | Ultimo turno    | Ultimo turno | Ultimo turno |  |
|  |                 |                     |                 |             |             |  |  |               |                 |                 |                 |                 |   |   |              |                 |                 |              |              |  |
|  | 3               | Nicolás Almagro     | 6               | 5           | 7           |  |  |               |                 |                 |                 |                 |   |   |              |                 |                 |              |              |  |
|  |                 | Mariusz Fyrstenberg | 2               | 7           | 65          |  |  | 3             | Nicolás Almagro | Nicolás Almagro | 6               | 6               |   |   |              |                 |                 |              |              |  |
|  | Júlio Silva     | Júlio Silva         | Júlio Silva     | 7           | 3           |  |  |               | Júlio Silva     | Júlio Silva     | 3               | 1               |   |   |              |                 |                 |              |              |  |
|  | Gorka Fraile    | Gorka Fraile        | Gorka Fraile    | 6           | 1r          |  |  |               |                 |                 |                 |                 |   |   | 3            | Nicolás Almagro | Nicolás Almagro | 6            | 6            |  |
|  | Fabio Fognini   | Fabio Fognini       | Fabio Fognini   | 6           | 6           |  |  |               |                 | 6               | Daniel Köllerer | Daniel Köllerer | 2 | 3 |              |                 |                 |              |              |  |
|  | Diego Junqueira | Diego Junqueira     | Diego Junqueira | 4           | 2           |  |  |               | Fabio Fognini   | 7               | 63              | 2               |   |   |              |                 |                 |              |              |  |
|  | 6               | Daniel Köllerer     | Daniel Köllerer | 6           | 6           |  |  | 6             | Daniel Köllerer | 64              | 7               | 6               |   |   |              |                 |                 |              |              |  |
|  |                 | João Souza          | João Souza      | 4           | 2           |  |  |               |                 |                 |                 |                 |   |   |              |                 |                 |              |              |  |

### Sezione 4
|  | Primo turno           | Primo turno           | Primo turno           | Primo turno | Primo turno |  |  | Secondo turno | Secondo turno         | Secondo turno         | Secondo turno    | Secondo turno |   |   | Ultimo turno | Ultimo turno | Ultimo turno | Ultimo turno | Ultimo turno |  |
|  |                       |                       |                       |             |             |  |  |               |                       |                       |                  |               |   |   |              |              |              |              |              |  |
|  | 4                     | Iván Navarro          | Iván Navarro          | 6           | 6           |  |  |               |                       |                       |                  |               |   |   |              |              |              |              |              |  |
|  |                       | Bruno Rosa            | Bruno Rosa            | 4           | 2           |  |  | 4             | Iván Navarro          | Iván Navarro          | 6                | 6             |   |   |              |              |              |              |              |  |
|  | Gianluca Naso         | Gianluca Naso         | 3                     | 7           | 6           |  |  |               | Gianluca Naso         | Gianluca Naso         | 4                | 4             |   |   |              |              |              |              |              |  |
|  | Tomas Tenconi         | Tomas Tenconi         | 6                     | 65          | 3           |  |  |               |                       |                       |                  |               |   |   | 4            | Iván Navarro | 6            | 5            | 4            |  |
|  | Juan Martín Aranguren | Juan Martín Aranguren | Juan Martín Aranguren | 6           | 6           |  |  |               |                       | 5                     | Olivier Patience | 3             | 7 | 6 |              |              |              |              |              |  |
|  | Fabiano de Paula      | Fabiano de Paula      | Fabiano de Paula      | 0           | 3           |  |  |               | Juan Martín Aranguren | Juan Martín Aranguren | 3                | 2             |   |   |              |              |              |              |              |  |
|  | 5                     | Olivier Patience      | 68                    | 6           | 6           |  |  | 5             | Olivier Patience      | Olivier Patience      | 6                | 6             |   |   |              |              |              |              |              |  |
|  |                       | Marco Mirnegg         | 7                     | 4           | 4           |  |  |               |                       |                       |                  |               |   |   |              |              |              |              |              |  |